# San Zacharia (Schiff)
Die San Zacharia war ein 62-Kanonen-Linienschiff der Marine des Souveränen Malteserordens, das von 1765 bis 1800 in Dienst stand.

## Geschichte

### Bau
Das Schiff wurde 1763 in der Werft von Senglea auf Malta unter der Leitung der Schiffbaumeister Agostino und Giuseppe Scolaro auf Kiel gelegt. Der Stapellauf erfolgte am 7. März 1765 und die Indienststellung am 21. Juli 1765.

### Einsatzgeschichte
Die San Zacharia, benannt nach Zacharias dem Vater von Johannes dem Täufer, wurde nach seiner Indienststellung durch den Malteserorden eingesetzt bis französische Streitkräfte, unter Napoleon Bonaparte, im Rahmen des Ägyptenfeldzugs Anfang Juni 1798 in Malta einmarschierten. Anschließend wurde sie am 11. Juni 1798 unter dem Namen Dégo, benannt nach der Schlacht bei Dego von 1796 für die französische Marine in Dienst gestellt.
Während der Belagerung Maltas durch die Briten 1798 bis 1800, wurde die Dégo im Hafen von Valletta blockiert und als Gefängnisschiff bzw. Hulk eingesetzt, wo sie ständig zur Gewinnung von Brennholz ausgeschlachtet wurde. Nach der Kapitulation der Insel am 4. September 1800 wurde das alte Linienschiff schließlich durch die Briten übernommen. Diese hielten es aber für zu abgenutzt, um es in Dienst zu stellen. Es wurde daher weiterhin zur Inhaftierung von Gefangenen genutzt, bis es 1803 vor Ort zum Abbruch verkauft wurde.

## Technische Beschreibung
Die San Zacharia war als Batterieschiff mit zwei durchgehenden Geschützdecks konzipiert und hatte eine Länge von 46,5 Metern (Geschützdeck), eine Breite von 12,96 Metern und einen Tiefgang von 6,43 Metern bei einer Verdrängung von 1.161 tons (bm) Sie war ein Rahsegler mit drei Masten (Fockmast, Großmast und Kreuzmast). Der Rumpf schloss im Heckbereich mit einem Heckspiegel, in den Galerien integriert waren, die in die seitlich angebrachten Seitengalerien mündeten.
Die Bewaffnung bestand aus 62 Kanonen.
|        | Unteres Batteriedeck | Oberes Batteriedeck | Backdeck       | Achterdeck     | Kanonen (Geschossgewicht) |
| ------ | -------------------- | ------------------- | -------------- | -------------- | ------------------------- |
| Design | 24 × 18-Pfünder      | 26 × 12-Pfünder     | 12 × 8-Pfünder | 12 × 8-Pfünder | 62 Kanonen (190,47 kg)    |